# 考吉马尔
考吉马尔，是匈牙利南部巴奇-基什孔州所辖的一个村，总面积71.08平方公里，总人口2401，人口密度34人/平方公里（2002年）。地理坐标为46.0322°N 19.2108°E。